# Bad Scene, Everyone's Fault: Jawbreaker Tribute
Bad Scene, Everyone's Fault is een tributealbum ter ere van de Amerikaanse punkband Jawbreaker uitgegeven door Dying Wish Records op 29 juli 2003. Het bevat covers van Jawbreaker gespeeld door bands die voornamelijk punkrock, poppunk, en emocore spelen. De titel van het album verwijst naar een nummer van het album Dear You (1995).

## Nummers
1. "Ashtray Monument" (Bigwig) - 2:55
2. "Chemistry" (Bayside) - 3:42
3. "The Boat Dreams from the Hill" (Face to Face) - 2:42
4. "Want" (Name Taken) - 3:06
5. "Busy" (Duvall) - 6:30
6. "Bad Scene, Everyone's Fault" (Travoltas) - 2:14
7. "Jinx Removing" (Riddlin' Kids) - 3:02
8. "Million" (Counterfit) - 4:32
9. "Boxcar" (The Æffect) - 3:00
10. "Shield Your Eyes" (For Amusement Only) - 3:14
11. "Save Your Generation" (Fall Out Boy) - 3:36
12. "Unlisted Track" (The Reunion Show) - 2:21
13. "Kiss the Bottle" (Sparta) - 4:52
14. "Chesterfield King" (Nerf Herder) - 3:30
15. "Do You Still Hate Me?" (Kill Your Idols) - 2:43
16. "I Love You So Much It's Killing Us Both" (The Gamits) - 2:55
17. "Jet Black" (Good Night Bad Guy) - 5:49
18. "Better Half" (Jeff Ott) - 3:06